# Astronomie en Afrique
L'astronomie en Afrique demeure embryonnaire mais le continent abrite néanmoins plusieurs observatoires.

## Astronomie contemporaine par pays

### Afrique du Sud
Plusieurs observatoires étaient et sont présents en Afrique du Sud. Le premier observatoire du pays fut l'Observatoire royal du cap de Bonne-Espérance, fondé en 1820. L'Observatoire de l'Union a lui été fondé en 1903. Ces deux observatoire ont été actifs jusqu'en 1972. L'Observatoire Boyden a lui été fondé en 1889 et demeure actif aujourd'hui. L'Observatoire astronomique sud-africain a été fondé en 1972 et est aujourd'hui l'hôte notamment du Grand télescope d'Afrique australe.
Le Observatoire radioastronomique de Hartebeesthoek a été ouvert en 1961. Le radiotelescope KAT-7, dans le Cap-Nord, a été mis en service en 2012. C'était un banc d'essai de MeerKAT, installé dans la même province. Ils font partie des Observatoire radioastronomiques sud-africains.
L'Afrique du Sud est l'hôte d'un des deux sites du Square Kilometre Array. L'autre site se situe en Australie.
Brian Warner, astronome sud-africain, est vice-président de l'Union astronomique internationale de 2003 à 2009, puis sa compatriote Renée C. Kraan-Korteweg occupe le même poste de 2012 à 2018. L'assemblée générale de l'Union astronomique internationale de 2024 se tiendra au Cap.

### Algérie
L'Algérie est membre de l'Union astronomique internationale.
Plusieurs astéroïdes ont été découverts par l'observatoire d'Alger.
L'observatoire du CRAAG à Bouzareah.
L’Observatoire de Tamanrasset a été inauguré le 14 janvier 1932. L’Observatoire va en 2009 bénéficier du lancement d’un grand projet d’installation d’un Télescope Solaire.
Un observatoire d’astronomie dans le massif des Aurès,serait prévu sur le Djebel Chélia.

### Burkina Faso
Depuis 2009, le Télescope Marseille-Lyon de 1 mètre est installé sur le mont Djaogari, au Burkina Faso.
En 2018, Marie Korsaga est devenue la première femme docteure en astrophysique d'Afrique de l'Ouest.

### Égypte
L'Égypte est membre de l'Union astronomique internationale.
L’Institut National de Recherche en Astronomie et Géophysique (NRIAG) d'Égypte à créé une station de suivi optique des satellites (Optical Satellite Tracking System OSTS) avec un télescope de 28 cm installé à l’observatoire de Kottamia pour surveiller les débris et satellites dans l'orbite terrestre au sein du Réseau optique scientifique international (ISON).
L'Observatoire de Helwan construit au sud du Caire en 1903 est équipé en 1905 d'un miroir de 76 cm offert par l'astronome anglais M. Reynolds. L'observatoire est le 1er à observer la comète de Halley. Il n'est plus en activité et proposé à la liste indicative du patrimoine mondial de l'UNESCO le 3 novembre 2010 par la Délégation Permanente de l'UNESCO de la République Arabe d'Égypte.

### Éthiopie
L'Éthiopie a installé en 2014 l'observatoire Entoto Observatory (EO) situé à Entoto au nord-est d'Addis-Abeba. Il est équipé de deux télescopes de 1 mètre. Cet équipement est la suite de la création en 2004 de la Ethiopian Space Science Society (ESSS), puis en 2016 la Ethiopian Space Science and Technology Institute (ESSTI), L'ESSTI est dirigée par Abdissa Yilma et Yeshurun Alemayehu.
L'Éthiopie est membre de l'Union astronomique internationale dont le vice-président de 2021 à 2024 est l'astronome éthiopien Solomon Tessema.

### Ghana
Le Ghana est membre de l'Union astronomique internationale.
Le Ghana accueille, à Kuntunse (en) dans la banlieue d'Accra, un observatoire radioastrononique, l'Observatoire de radioastronomie du Ghana (GRAO) officiellement inauguré le 24 août 2017 par le président du Ghana. Il est doté d'un radiotélescope capable d'interférométrie à très longue base (VLBI), issu de la conversion de l'antenne de télécommunication ghanéenne de 32 mètres. Il fait partie du projet Square Kilometre Array (SKA) et de l'African VLBI Network (AVN) du South African Radio Astronomy Observatory (SARAO). L'observatoire héberge aussi une antenne Viasat Real-Time Earth (RTE). L'observatoire est aussi un centre de formation en radioastronomie qui a formé plus de 71 étudiants (en 2022).

### Madagascar
L'observatoire de Besely est le premier observatoire astronomique robotique et à distance de Madagascar. Il est géré par Haikintana, l'Association malgache pour la promotion de la science, la Société astronomique de France et l'Uranoscope de France. Il vise à développer l'astronomie et la science à Madagascar et en Afrique. L'astéroïde (40201) Besely porte son nom,.

### Maroc
Le Maroc est membre de l'Union astronomique internationale.
L'Université Cadi Ayyad, à Marrakech, a un Laboratoire de physique des hautes énergies et astrophysique (LPHAE).
L'Observatoire de l'Oukaïmeden est un observatoire astronomique situé dans la commune marocaine d'Oukaïmden, à 2 750 mètres d'altitude dans la chaîne de l'Atlas. Il abrite TRAPPIST-Nord, télescope jumeau de TRAPPIST-Sud, situé pour sa part à l'observatoire de La Silla, au Chili.
L'Observatoire de Rabat, situé à Rabat, a été fondé en 1999 et dispose d'un télescope de 51 centimètres. Avec l'observatoire de l'Oukaïmeden, c'est l'un des principaux observatoires existant au Maroc.
Le Maroc participe à la détection des météores via le réseau FRIPON, avec une première caméra installée près de Marrakech, et le réseau australien DFN (Desert Fireball Network) avec 5 caméras.

### Nigeria
Le Nigeria est membre de l'Union astronomique internationale.

### Sénégal
Le Sénégal a été un des deux pays hôtes pour l'observation de l'occultation d'une étoile par (486958) Arrokoth le 4 août 2018. En octobre 2021, dans le cadre de la préparation de la mission spatiale Lucy, une autre occultation stellaire a été observée, cette fois-ci par l'astéroïde troyen de Jupiter (21900) Oros. Le Sénégal compte aussi un Club d'Astronomie Sénégal Amateurs (CASA) dirigé par M. SIDY SY. Ce dernier s'active rigoureusement dans la promotion de la discipline dans son pays. Il participe également aux différentes collaborations astronomiques à l'échelle continentale et mondiale. Ce féru de l'Astronomie théorique pose les jalons étoilés pour l'éclosion de l'Astronomie. 

## Projets transnationaux et internationaux
Jamal Mimouni élu en 2019 président de la Société africaine d'Astronomie (AFAS).

### Autre
- Pan-African Citizen Science e-Lab > Pan-African Asteroid Search Campaign[28]